# Haut-fourneau de la Poitevinière
Le haut-fourneau de la Poitevinière est un haut fourneau situé à Riaillé, en France.

## Localisation
Le haut-fourneau est situé sur la commune de Riaillé, dans le département de la Loire-Atlantique.

## Historique
Le haut-fourneau de la Poitevinière a été construit au XVIIIe siècle et faisait partie des infrastructures de la forge, appartenant à la baronnie d'Ancenis (Béthune-Chârost). La forge était alimentée en minerais par les gisements environnants (forêt de l'Arche, Abbaretz), et brûlait le  charbon de bois fabriqué dans les forêts d'Ancenis et de Saint-Mars. L'édifice est bâti en schiste et mesure environ 8 mètres de haut par 9 mètres de côté. Il est doté d'une cuve circulaire.

L'activité de la forge a cessé à la fin du XIXe siècle, le site est désormais désaffecté.
Il est exploité par le duc de Tourzel au cours du XIXe siècle. Le domaine passe ensuite par héritage aux Durfort.
Autres composantes du site de la forge de la Poitevinière : Château et étang, maison Huguenin, maison Trébuchet.
Le monument est inscrit au titre des monuments historiques en 1986.

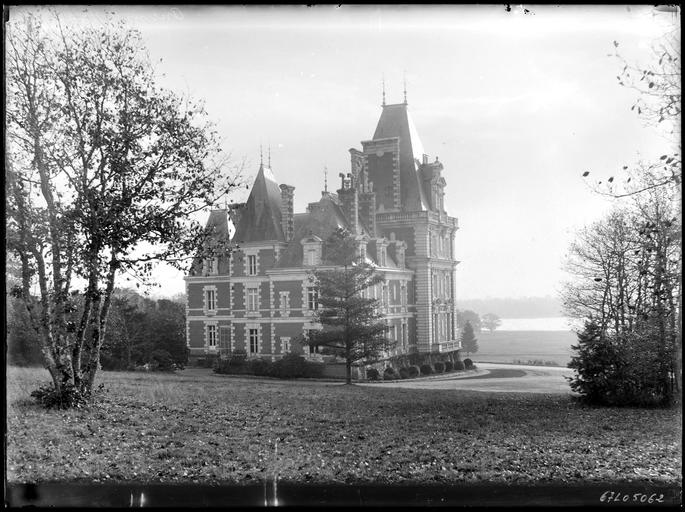
Le château d'Ancenis-les-Bois, sur l'étang de la Poitevinière (ceb).

### Sources
- Jean-François Belhoste, Les Forges du pays de Châteaubriant, Ministère de la culture, Inventaire général des monuments et richesses artistiques de la France, Pays de la Loire, 1984